# Пешку
Пешку́ (узб. Peshku/Пешку) — городской посёлок (с 2009 года) в Пешкунском районе Бухарской области Узбекистана. Административно не является районным центром. Расположен в 9 км от районного центра Янгибазар и в 34 км от города Бухары. На территории посёлка находятся Больница, Культурный центр (с концертным залом), средняя общеобразовательная школа, мечеть и детский сад. Также имеется хлопковый завод.
В XVI веке в Пешку было построено монументальное хонако портально-купольного многокамерного типа центрической планировки (с центральным крестовидным залом и худжрами), к фасаду которго впоследствии был пристроен многоколонный айван.